# California Indy 400 2012
La California Indy 400 2012 è la quindicesima e ultima tappa della stagione 2012 dell'IndyCar Series. Si è disputata il 15 settembre 2012 sull'ovale dell'Auto Club Speedway e ha visto la vittoria di Ed Carpenter.

## Gara
| Pos | #  | Pilota              | Team                             | Motore    | Giri | Tempo/Ritirato     | Griglia | Giri in testa | Punti |
| --- | -- | ------------------- | -------------------------------- | --------- | ---- | ------------------ | ------- | ------------- | ----- |
| 1   | 20 | Ed Carpenter        | Ed Carpenter Racing              | Chevrolet | 250  | 2:57:34.7433       | 5       | 62            | 52    |
| 2   | 10 | Dario Franchitti    | Chip Ganassi Racing              | Honda     | 250  | + 1.9132           | 9       | 15            | 40    |
| 3   | 9  | Scott Dixon         | Chip Ganassi Racing              | Honda     | 250  | + 2.6091           | 15      | 25            | 35    |
| 4   | 28 | Ryan Hunter-Reay    | Andretti Autosport               | Chevrolet | 250  | + 3.0477           | 22      | 0             | 32    |
| 5   | 3  | Hélio Castroneves   | Team Penske                      | Chevrolet | 250  | + 4.1933           | 17      | 2             | 30    |
| 6   | 38 | Graham Rahal        | Chip Ganassi Racing              | Honda     | 250  | + 5.4381           | 18      | 0             | 28    |
| 7   | 15 | Takuma Satō         | Rahal Letterman Lanigan Racing   | Honda     | 249  | Contatto           | 21      | 6             | 26    |
| 8   | 26 | Marco Andretti      | Andretti Autosport               | Chevrolet | 249  | + 1 giro           | 1       | 3             | 25    |
| 9   | 6  | Katherine Legge (R) | Dragon Racing                    | Chevrolet | 249  | + 1 giro           | 7       | 0             | 22    |
| 10  | 83 | Charlie Kimball     | Chip Ganassi Racing              | Honda     | 249  | + 1 giro           | 23      | 0             | 20    |
| 11  | 4  | J.R. Hildebrand     | Panther Racing                   | Chevrolet | 248  | + 2 giri           | 4       | 56            | 19    |
| 12  | 19 | James Jakes         | Dale Coyne Racing                | Honda     | 248  | + 2 giri           | 12      | 10            | 18    |
| 13  | 27 | James Hinchcliffe   | Andretti Autosport               | Chevrolet | 247  | + 3 giri           | 19      | 0             | 17    |
| 14  | 14 | Wade Cunningham     | A.J. Foyt Enterprises            | Honda     | 246  | + 4 giri           | 24      | 0             | 16    |
| 15  | 77 | Simon Pagenaud (R)  | Schmidt Hamilton Motorsports     | Honda     | 246  | + 4 giri           | 20      | 0             | 15    |
| 16  | 67 | Josef Newgarden (R) | Sarah Fisher Hartman Racing      | Honda     | 244  | + 6 giri           | 14      | 1             | 14    |
| 17  | 2  | Ryan Briscoe        | Team Penske                      | Chevrolet | 244  | + 6 giri           | 2       | 2             | 13    |
| 18  | 11 | Tony Kanaan         | KV Racing Technology             | Chevrolet | 240  | Contatto           | 3       | 47            | 12    |
| 19  | 22 | Oriol Servià        | Panther/Dreyer & Reinbold Racing | Chevrolet | 231  | + 19 giri          | 6       | 0             | 12    |
| 20  | 98 | Alex Tagliani       | Team Barracuda – BHA             | Honda     | 229  | Contatto           | 16      | 21            | 12    |
| 21  | 17 | Sebastián Saavedra  | Andretti Autosport               | Chevrolet | 118  | Problema elettrico | 10      | 0             | 12    |
| 22  | 8  | Rubens Barrichello  | KV Racing Technology             | Chevrolet | 107  | Problema meccanico | 6       | 0             | 12    |
| 23  | 18 | Justin Wilson       | Dale Coyne Racing                | Honda     | 80   | Problema meccanico | 25      | 0             | 12    |
| 24  | 12 | Will Power          | Team Penske                      | Chevrolet | 66   | Contatto           | 13      | 0             | 12    |
| 25  | 5  | E.J. Viso           | KV Racing Technology             | Chevrolet | 65   | Problema meccanico | 11      | 0             | 10    |
| 26  | 78 | Simona de Silvestro | HVM Racing                       | Lotus     | 16   | Problema meccanico | 26      | 0             | 10    |